# ایلان گاریبی
ایلان گاریبی (متولد 1965) هنرمند و طراح اوریگامی اهل اسرائیل است. او به عنوان یک هنرمند اوریگامی راه خود را در دنیای هنر و طراحی آغاز کرد و امروزه نیز از انواع مواد مانند فلزات ، چوب و شیشه مبلمان ، جواهرات و کارهای هنری را طراحی می کند. او بر سبک اریگامی به نام Tessellation تسلط دارد . در طول سال 2012 او بنیانگذار انجمن اوریگامی اسرائیل ، سازمان هنرمندان اریگامی اسرائیل بود و از آن زمان رئیس این سازمان است. او نویسنده چندین کتاب در زمینه های اریگامی و پازل معماها است گاریبی در سپتامبر 2019 یک سخنرانی TEDx را به عنوان بخشی از TEDxPaloAltoSalon ارائه کرد.

## زندگی شخصی
گاریبی در هادرا به دنیا آمد و بزرگ شد . در سال 1983 به IDF پیوست و به عنوان افسر اطلاعات خدمت کرد تا اینکه در سال 2009 به عنوان سرهنگ بازنشسته شد .

## اوریگامی
گاریبی از جوانی اریگامی را کار می کند. در طول کلاس ششم به  او که از کتاب "اوریگامی 1" نوشته رابرت هاربین و سپس از سه کتاب دیگر این مجموعه به یاد گیری ادامه داد.  در طی سال 2006 وی به مرکز اوریگامی اسرائیل پیوست ، و در آنجا باشگاه پوشه ها را بین سالهای 2011 تا 2011 مدیریت کرد. در سال 2008 او شروع به ایجاد طرح های اصلی اریگامی کرد که آنها را در فلیکر و گروه های مختلف بین‌المللی اوریگامی منتشر کرد. در سال 2009 ، پس از بازنشستگی از ارتش ، او شروع به آموزش تفکر خلاق و علمی از طریق اوریگامی به دانش آموزان با استعداد در مدرسه 'تکنو دا' در هادرا کرد. از سال 2011 گاریبی سردبیر مجله The Fold ، مجله اینترنتی انجمن اوریگامی امریکا است .  او یک سری مقالات Paper Review را منتشر کرد که در آنها انواع مختلف کاغذ را مورد تجزیه و تحلیل قرار می دهد تا بداند که آنها برای اریگامی چقدر مناسب هستند. او همچنین ستون اسرار طراح اریگامی را می نویسد ، که در آن با هنرمندان جوان اوریگامی از سراسر جهان در مورد روند خلاقیت آنها مصاحبه می کند.  نمودار ده ها مدلاوریگامی گاریبی در بسیاری از مجلات بین‌المللی اوریگامی ، مانند مجله انجمن اریگامی بریتانیا ، مجله اریگامی گروه اسپانیایی Pajarita ، مجله آمریکایی The Paper ، مجله هلندی اوریسون و سایر موارد منتشر شده است.  او همچنین به عنوان مهمان ویژه به بسیاری از کنوانسیون های اریگامی دعوت شد.

در طی سال 2012 ، گاریبی ، به همراه  سعدیا استرنبرگ و گادی ویشن ، سازمان هنرمندان اوریگامی اسرائیل (OASIS در آن زمان) را تأسیس کرد و از آن زمان به عنوان رئیس آن فعالیت کرد. در سال 2016 این سازمان نام خود را به انجمن اسرائیل تغییر داد و از سال 2019 شامل 120 عضو است و یک کنوانسیون بین‌المللی سالانه را میزبانی می کند.  در سال 2017 گاریبی کنوانسیون خالقان (CFC) را تاسیس کرد ، یک کنوانسیون حرفه ای برای هنرمندان اریگامی. اولین CFC در لیون ، سپتامبر 2017 و دومین مسابقه در ساراگوسا ، فوریه 2020 بود.

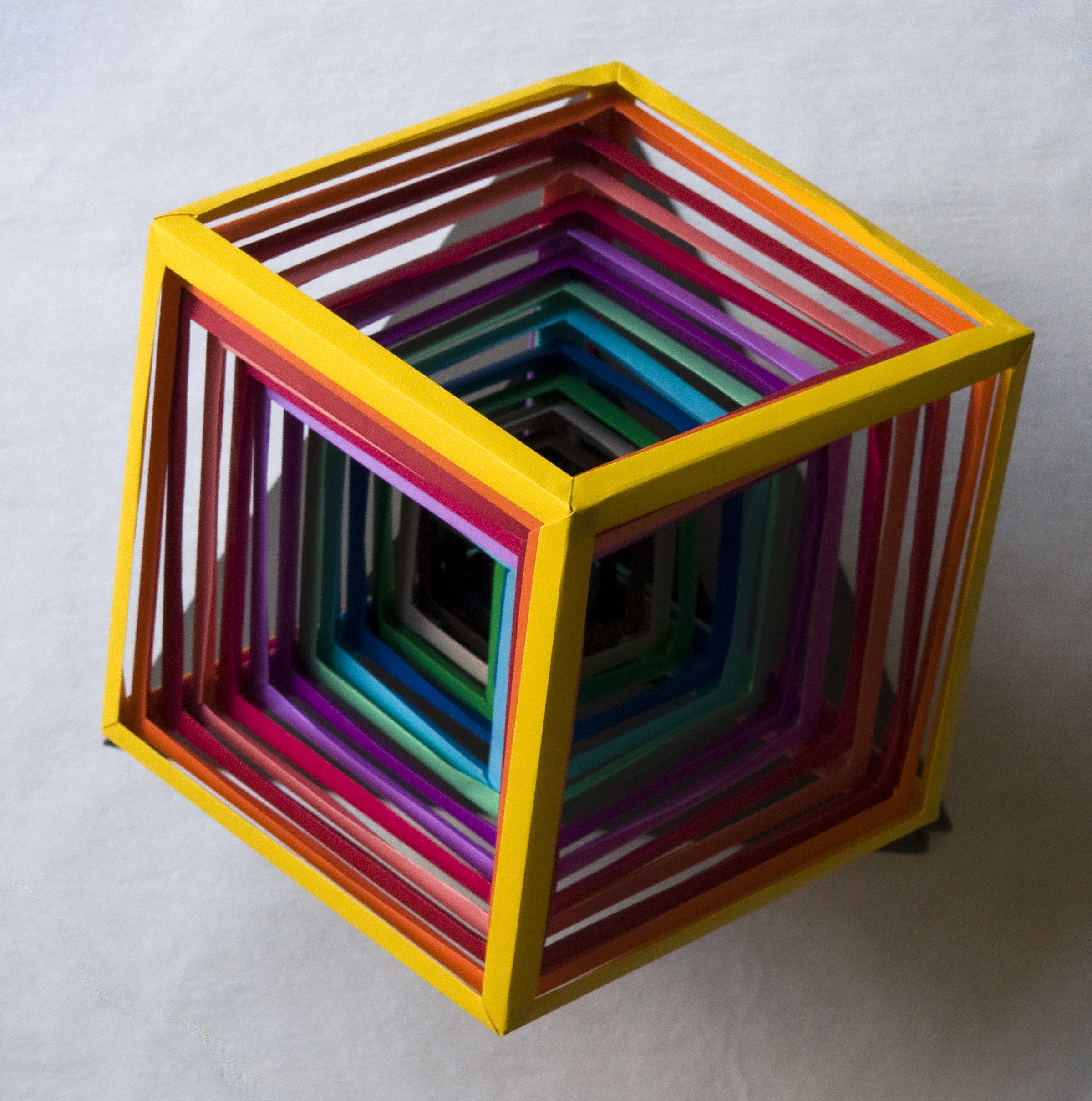
"مکعب جمع شونده"
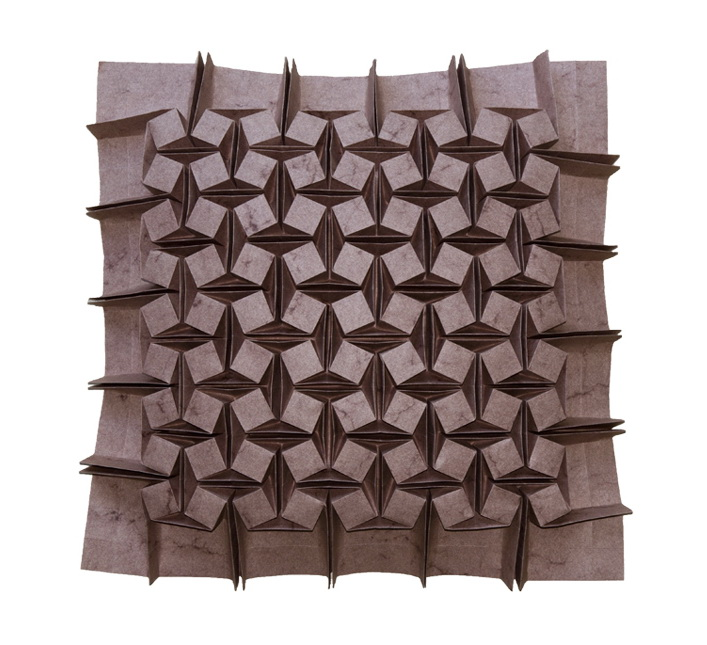
"مکعب چرخان"
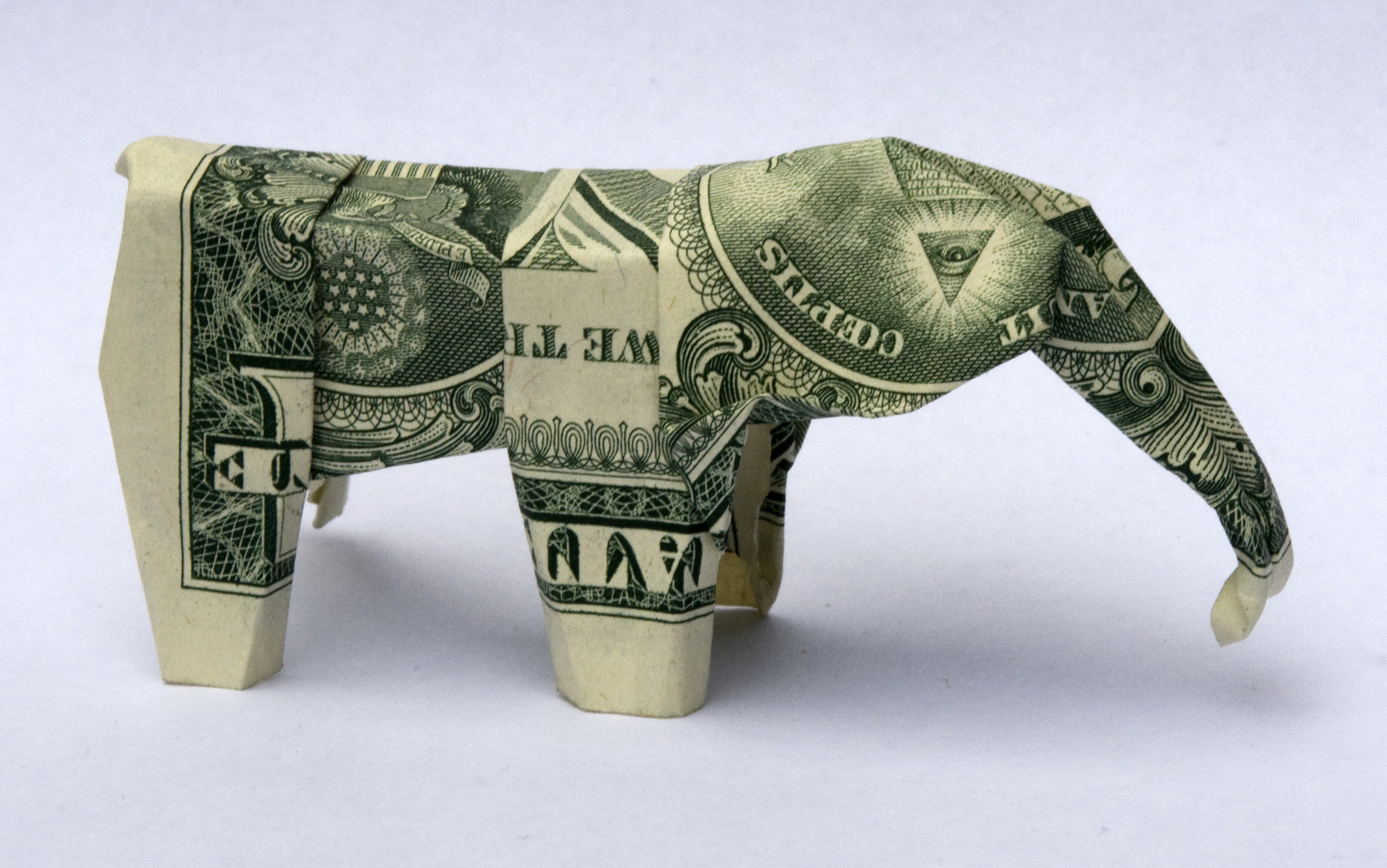
"هیچ فیل پنهان نمی‌شود"
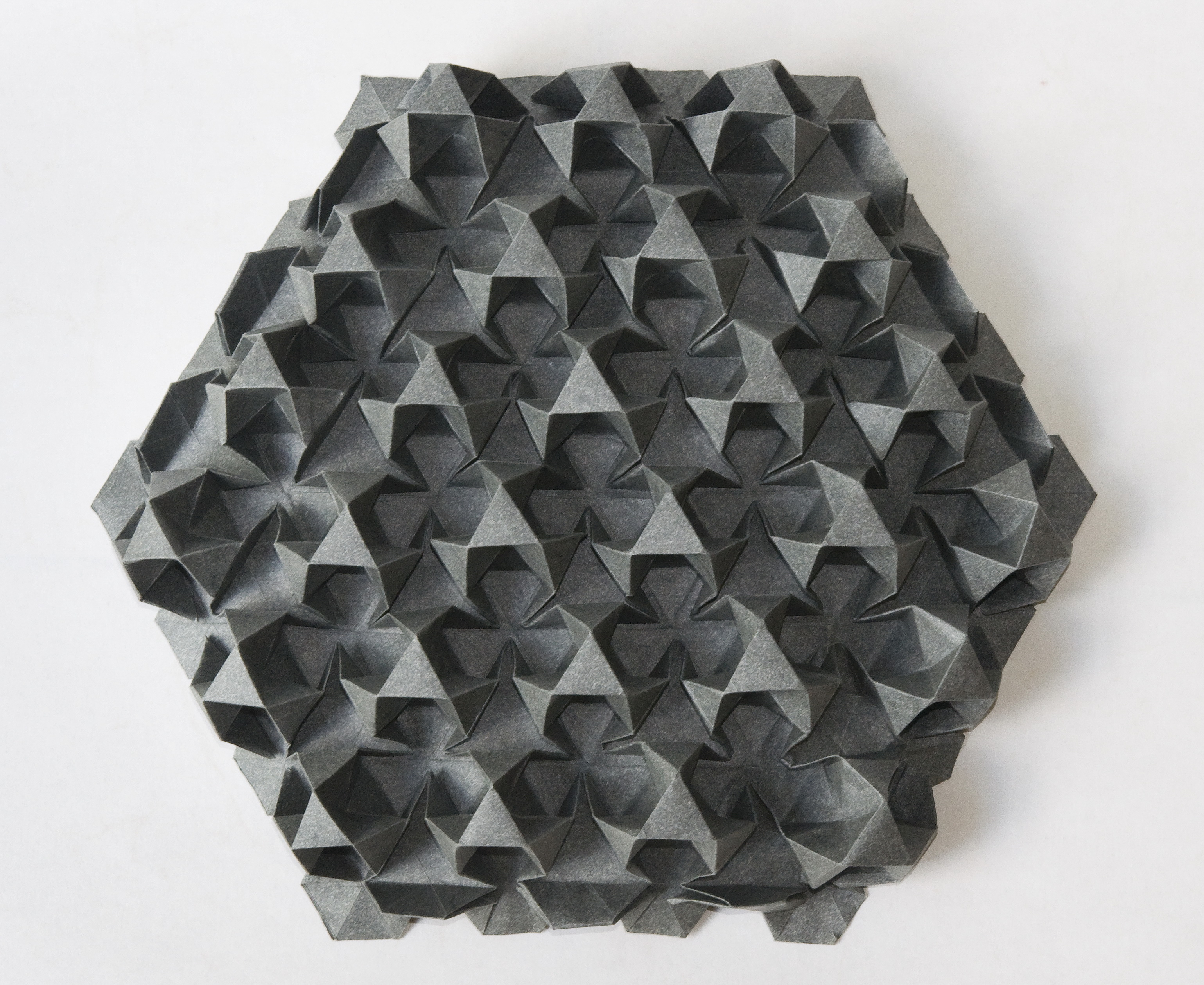
"ستاره داوود"
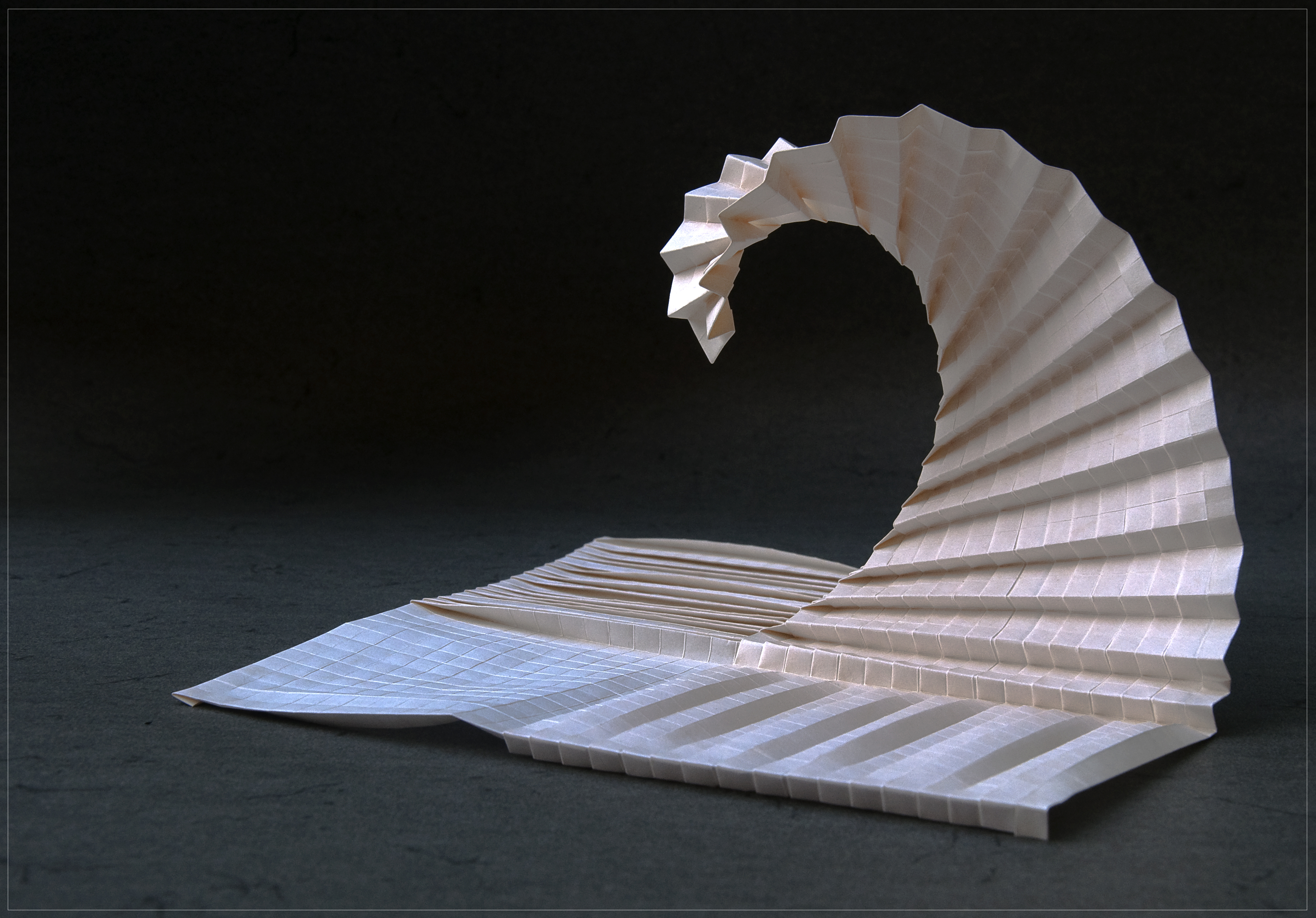
"موج"
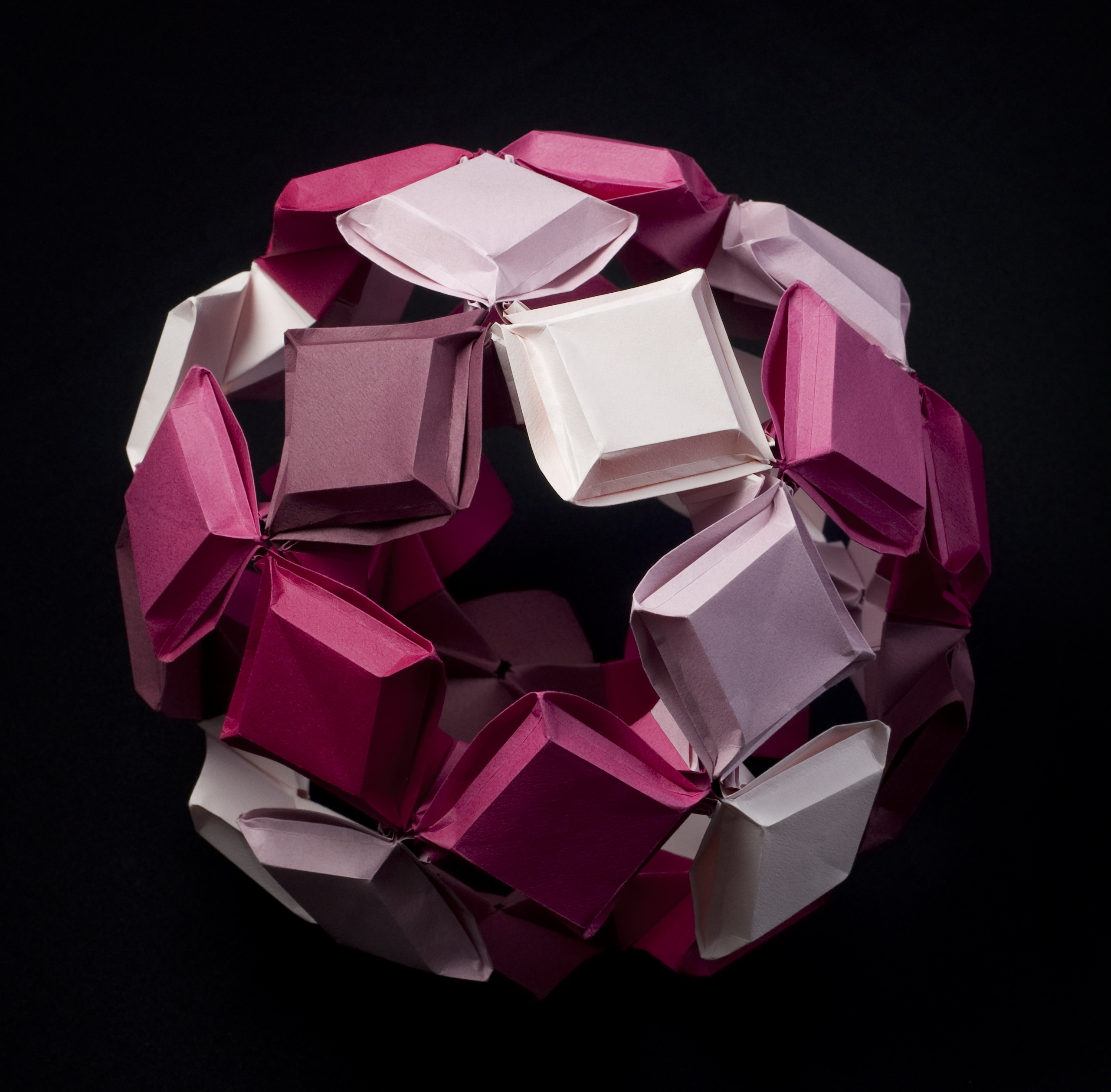
"ظرافت"
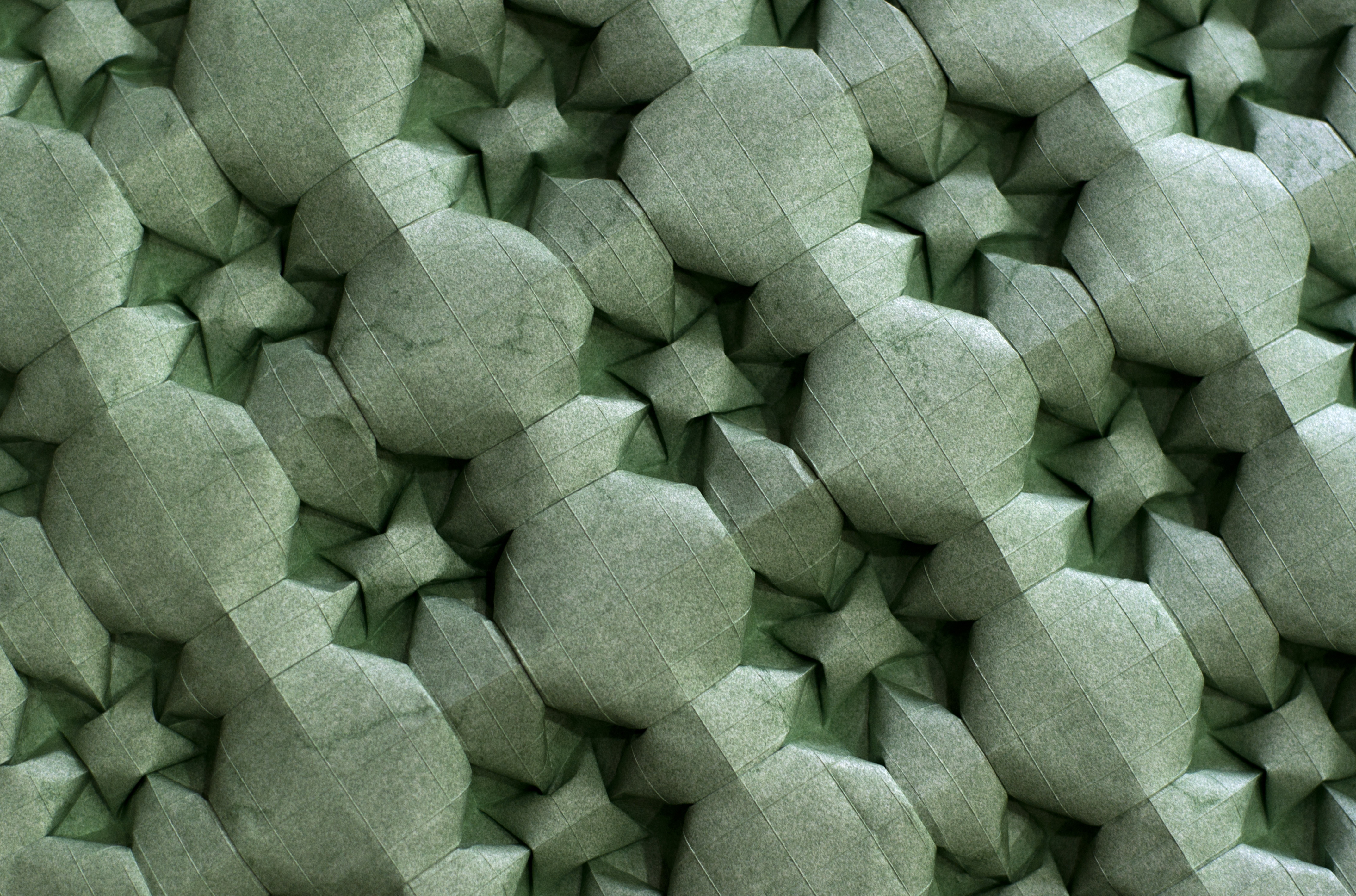
"باغ پنهان"
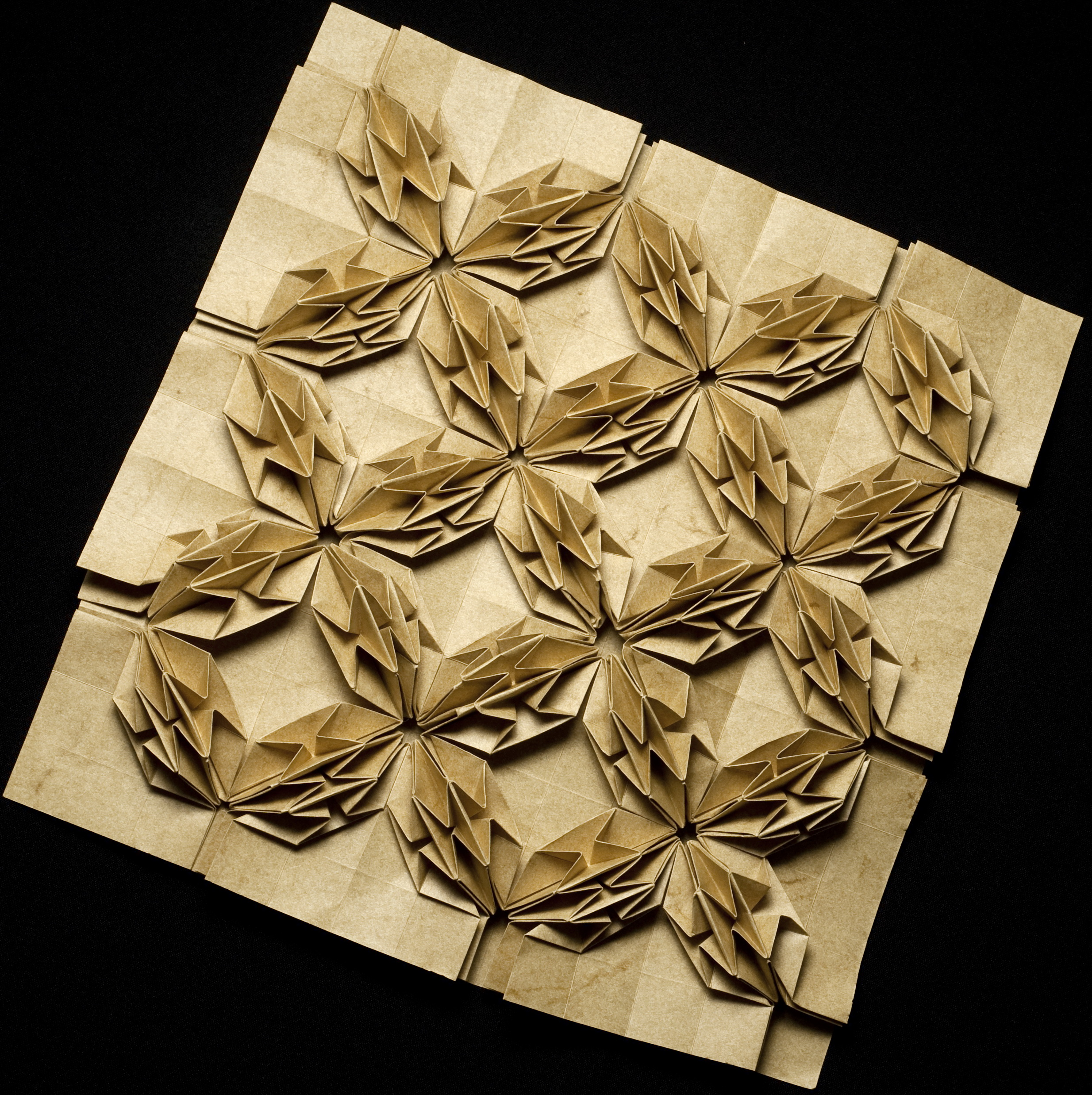
"آناناس"
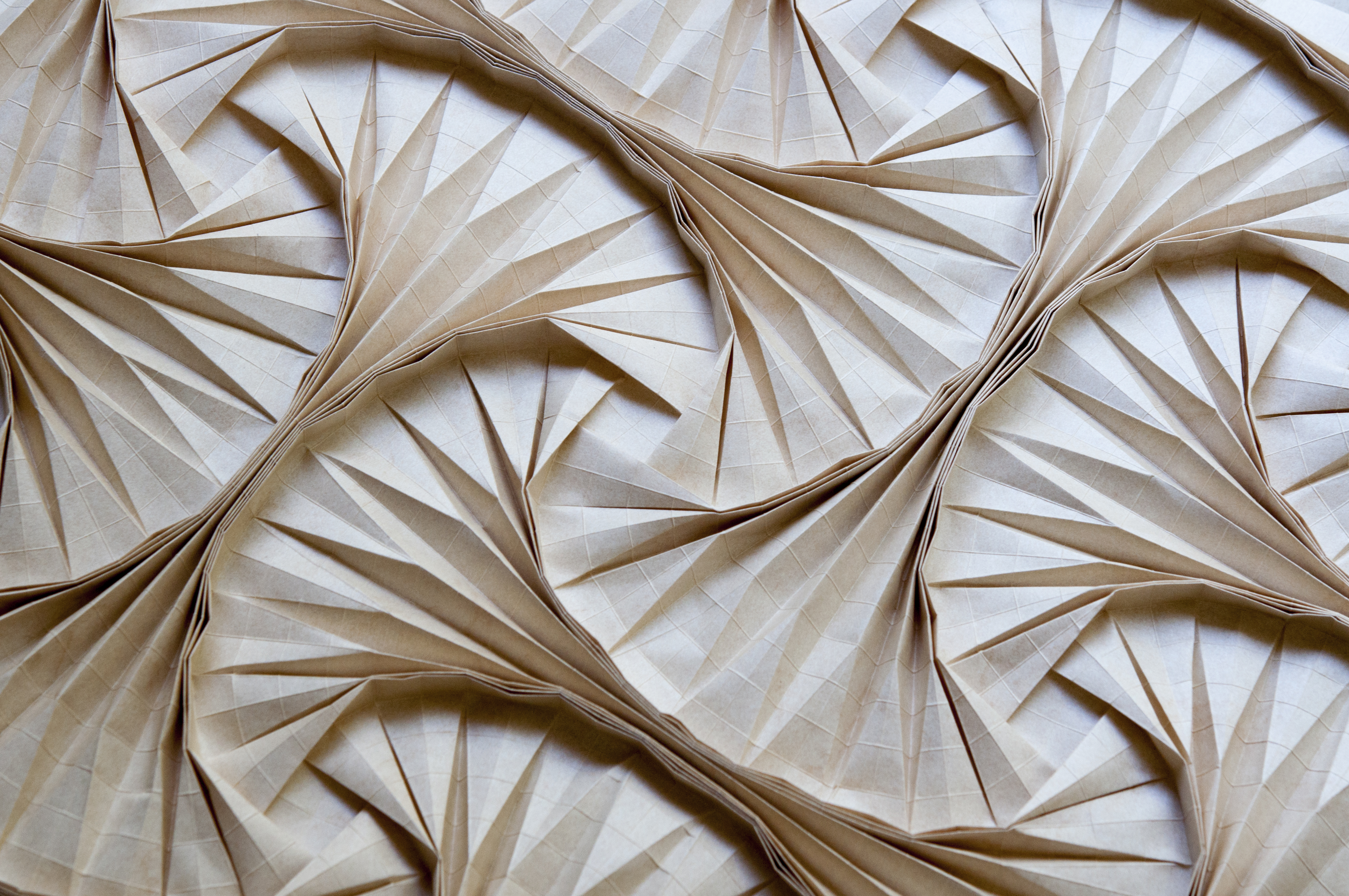
"بزرگسالی"

## طرح
در سال 2010 گاریبی با معمار گال گائون ، صاحب گالری Talents Design در تل آویو ، آشنا شد و وی را به دنیای طراحی راهنمایی کرد.  اولین پروژه برای گالری طراحی لامپ های اریگامی برای استودیوی طراحی Aqua Creations بود.  این مجموعه با کارمند استودیو ، افیر زاکر ساخته شد و مولکول نام داشت. در هفته طراحی میلان 2011 ارائه شد و هنوز هم فروخته می شود (2020). بعداً ، در سال 2012 ، گاریبی دوباره با زاکر همکاری کرد تا یک سری گلدان بتونی با استفاده از کاغذهای تاشده به عنوان قالب بسازد. در سال 2013 ، گاریبی کاشی های دیواری را برای بتن کازا طراحی کرد ، بر اساس قالب اصلی اریگامی خود. 

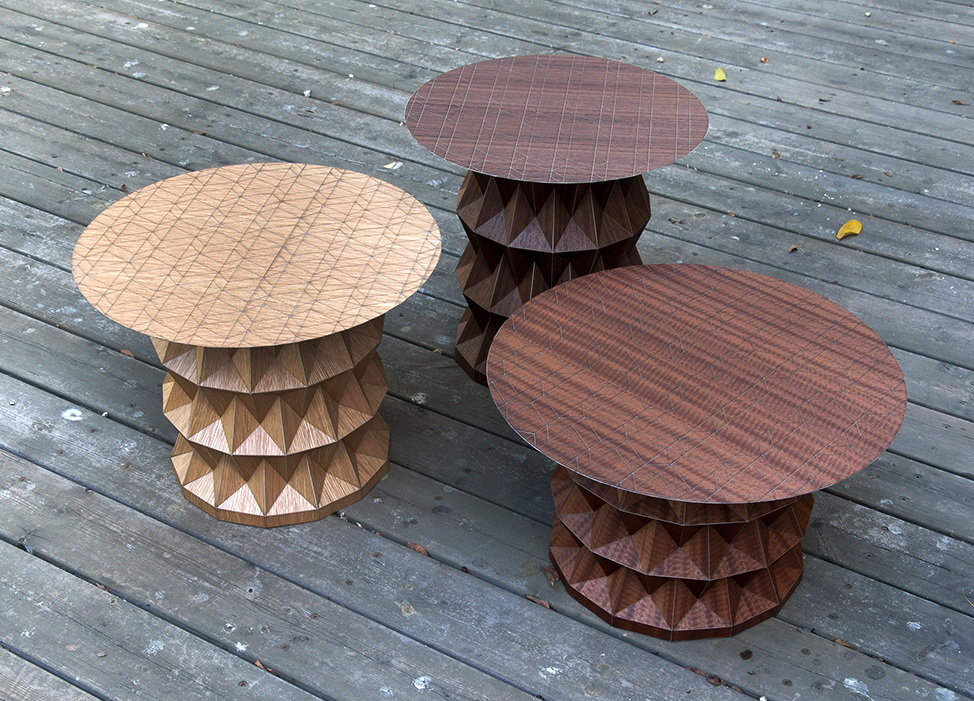
میز شرقی چوبی
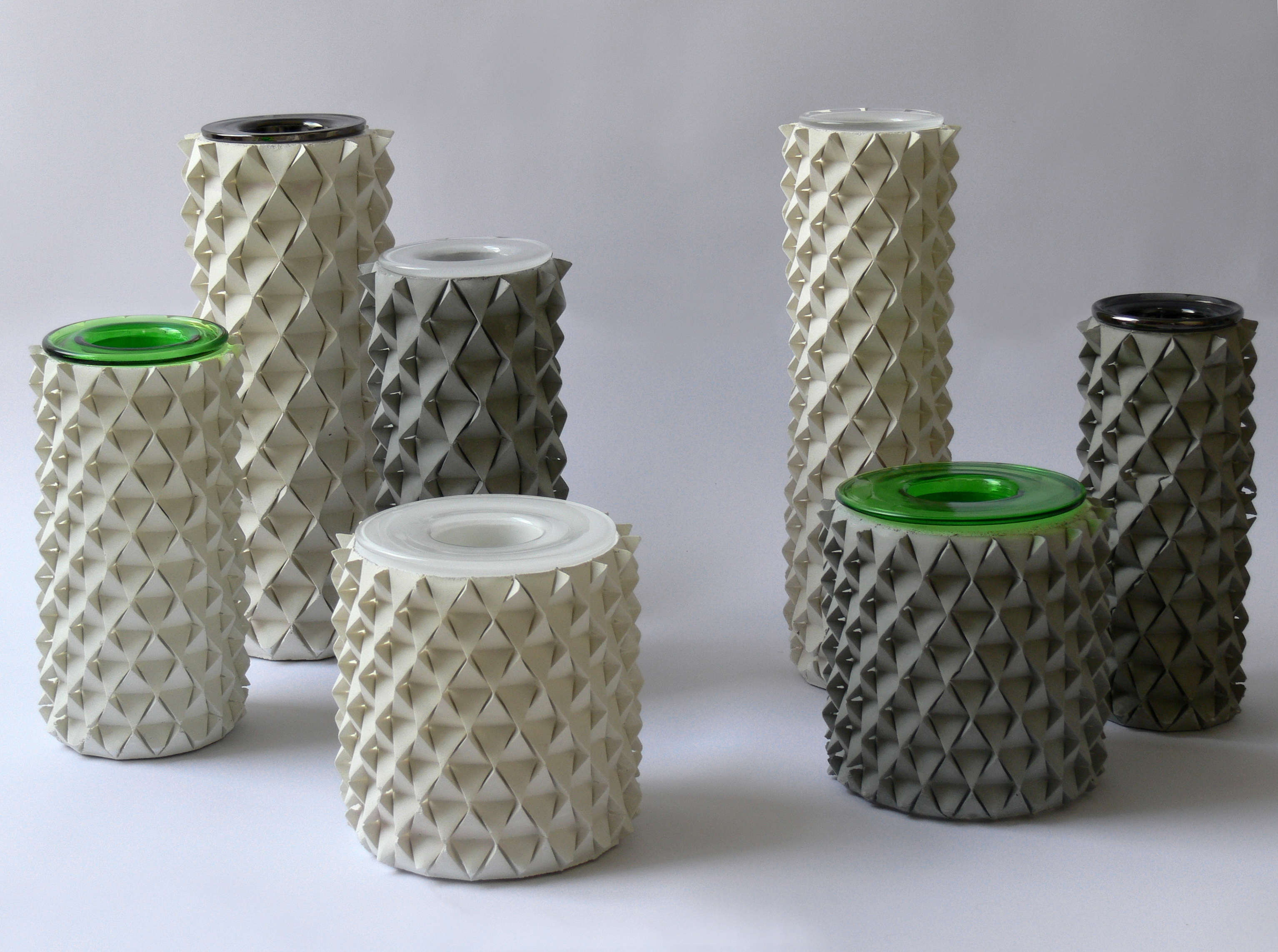
سری گلدان "نخل ها" ، بتن ریزی در مدل های کاغذی ، با Ofir Zucker - 2012

در سال 2012 گاریبی یاد گرفت که چگونه ورق های فلزی را با استفاده از برش لیزر جمع کند. این روش بر اساس چند مرحله انجام شده است: الگوی برش با توجه به خطوط برابر طرح کاغذ برنامه ریزی و نمودار می شود. پرونده برای برش ورق فلز به دستگاه لیزر ارسال می شود. پس از برش ورق فلز به یک محیط تمیز منتقل شده و سپس مطابق طرح اصلی با دست تا می شود. گاریبی شروع به کار با فولاد ضد زنگ ساده کرد و بعداً به فولاد ضد زنگ آینه کاری منتقل شد.  آینه تا شده بازتابی چند وجهی ایجاد می کند که جلوه ای منحصر به فرد به قطعات هنری می بخشد. گاریبی چندین مجموعه با این تکنیک طراحی کرده است که در نمایشگاه های مختلف طی سال های 2013-2019 ارائه شده است. این مجموعه ها شامل آثار هنری و طراحی مانند میز ، لامپ ، کاشی دیواری و موارد دیگر است.

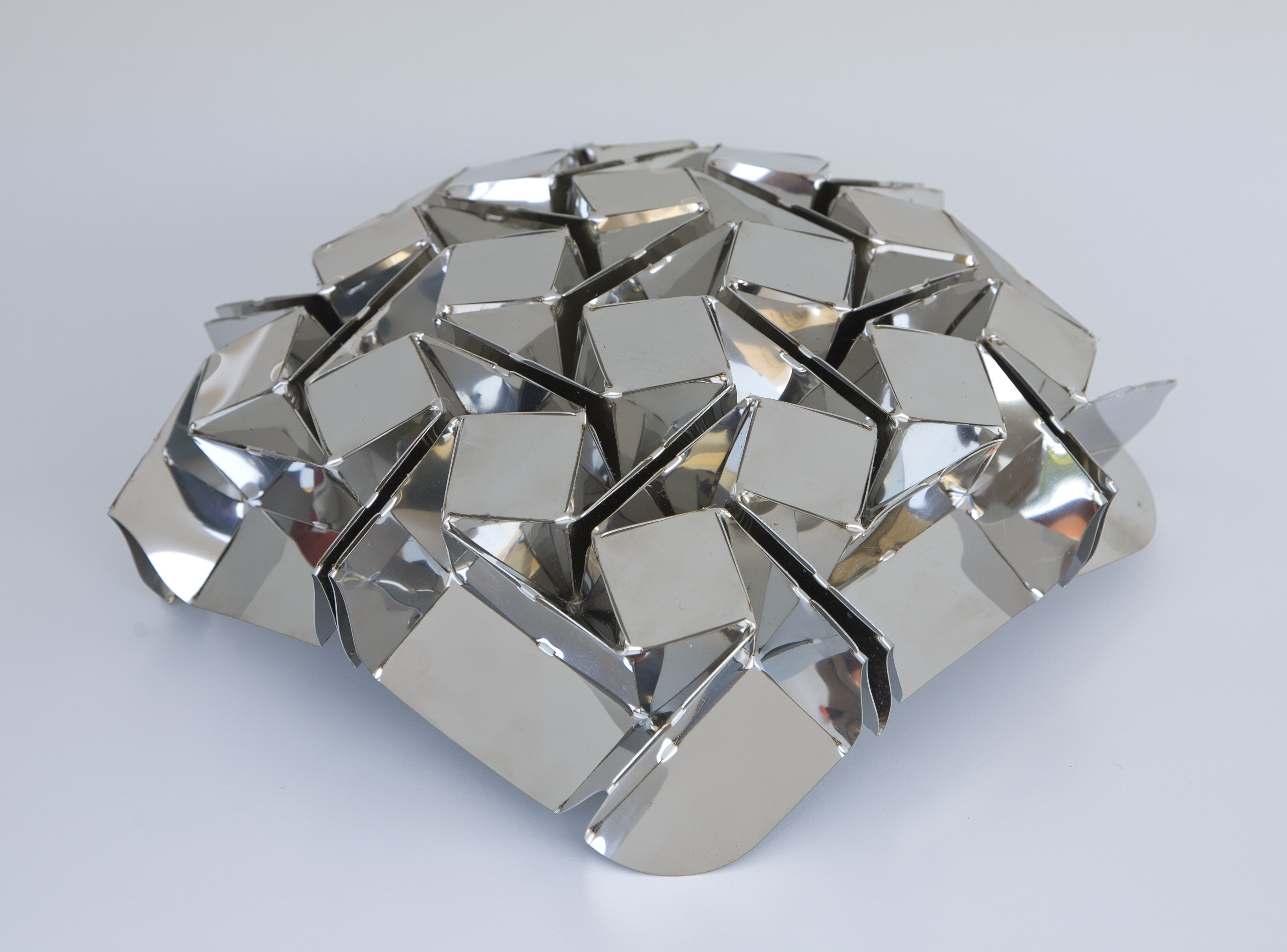
مکعب های فلزی - 2012
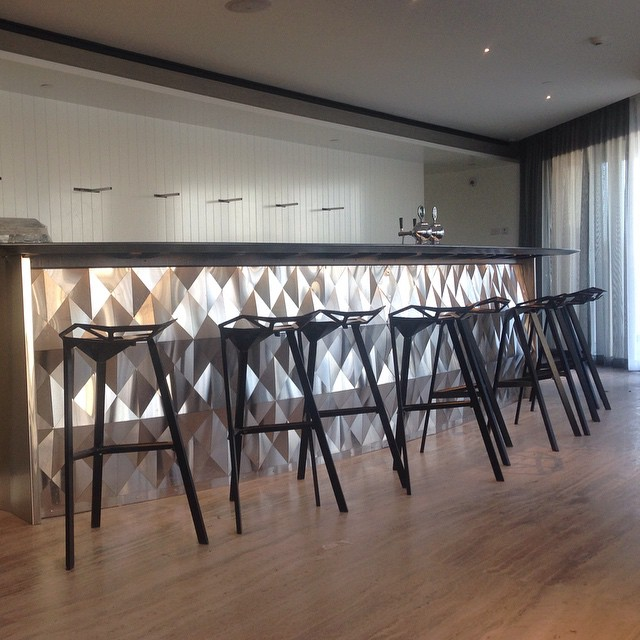
میز بار در هتل Herods در هرتزلیا . تاشو از دو ورق فولاد ضد زنگ با پایان برس ، 2015
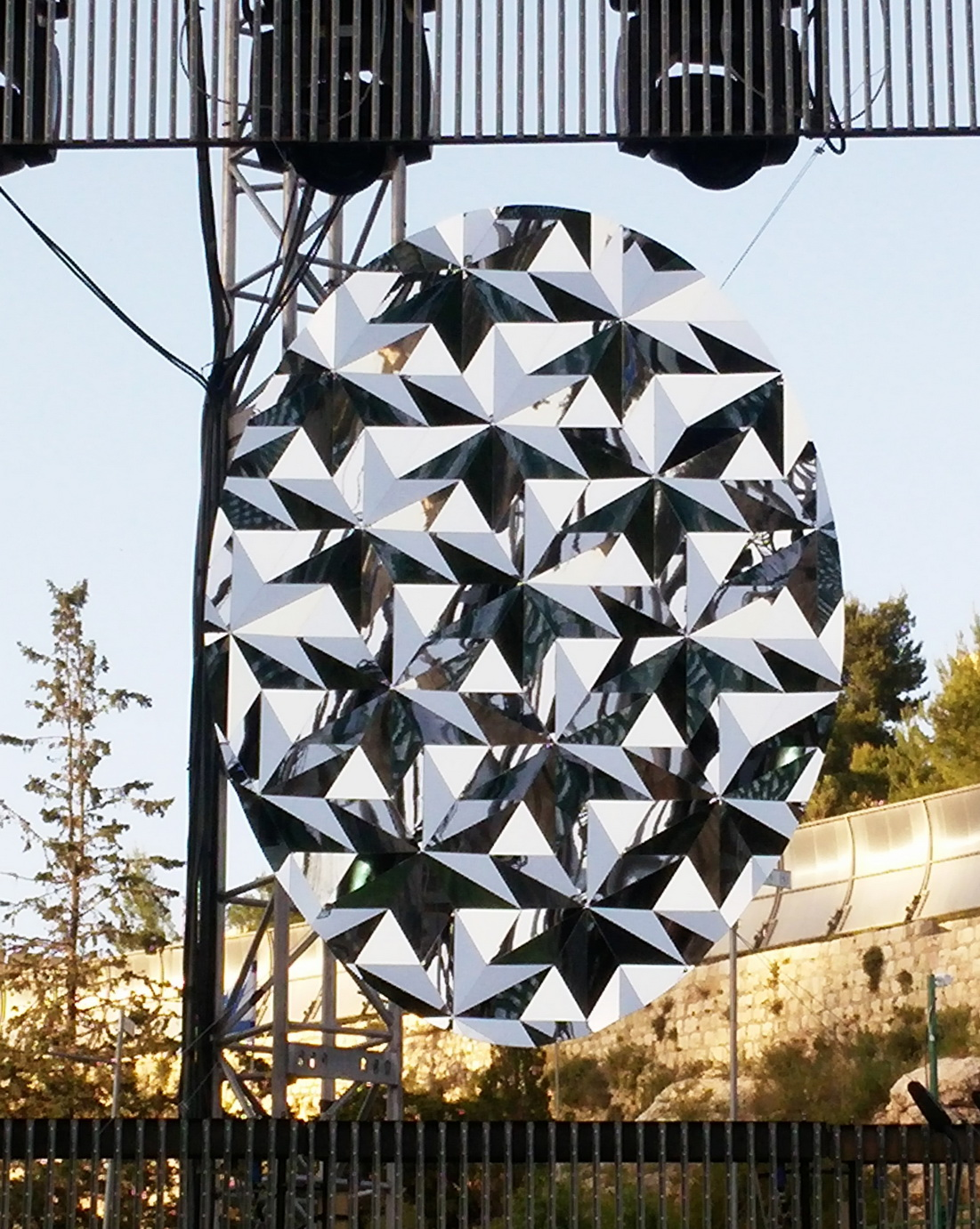
نصب دیوار "Faberege Egg" ، 2015

در سال 2014 گاریبی شروع به ساخت جواهرات کرد. اولین مجموعه وی "Paper Wood Metal" نام داشت. این سری شامل دستبند ، آویز و انگشترهای ساخته شده از ورق های برنجی تا شده و چوب های تا شده بود. برنج با تکنیک اچ فتوشیمیایی تهیه شد.

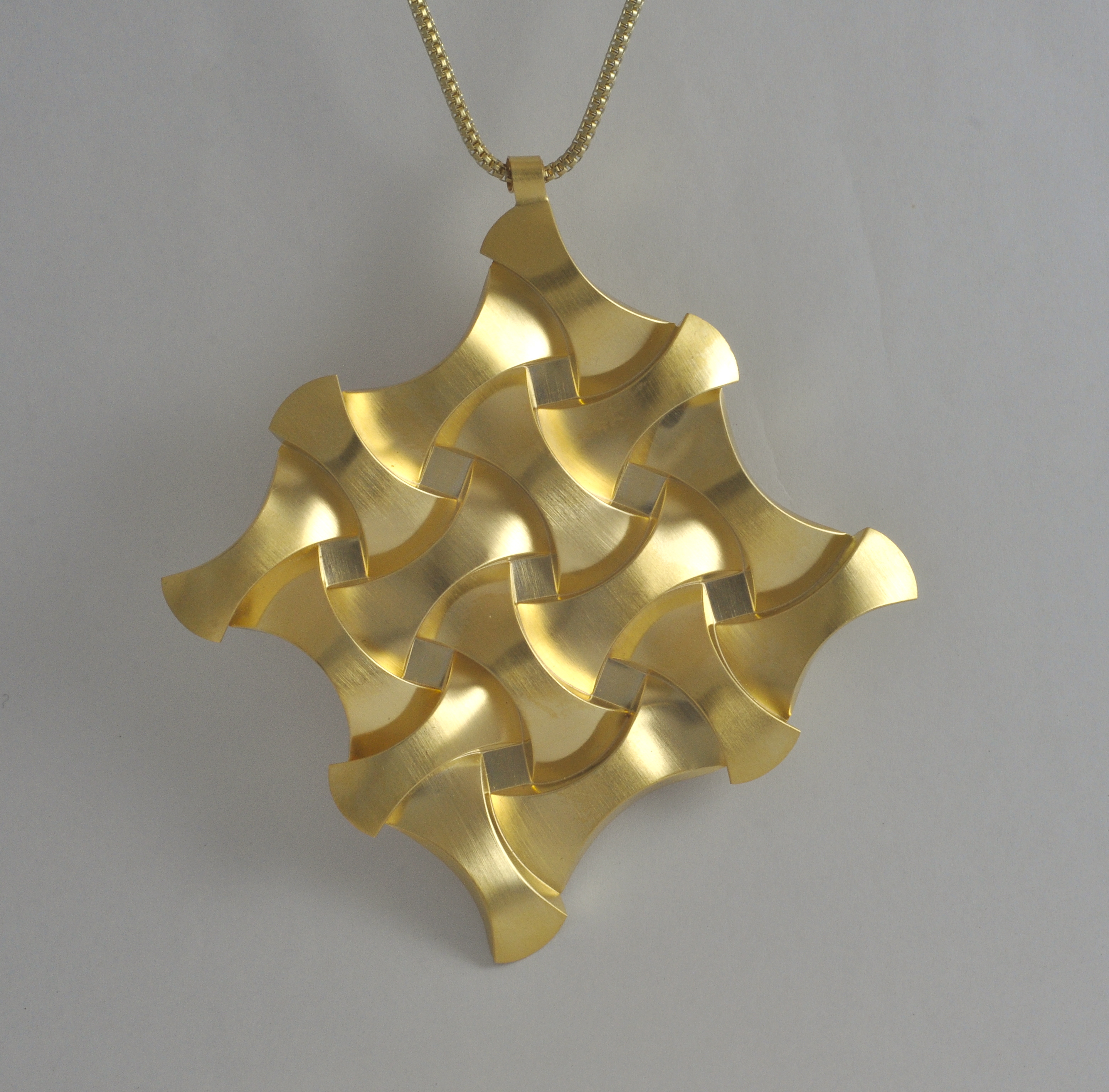
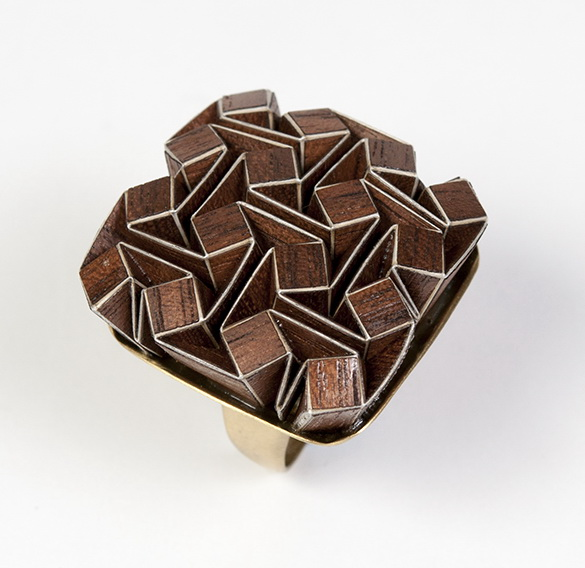
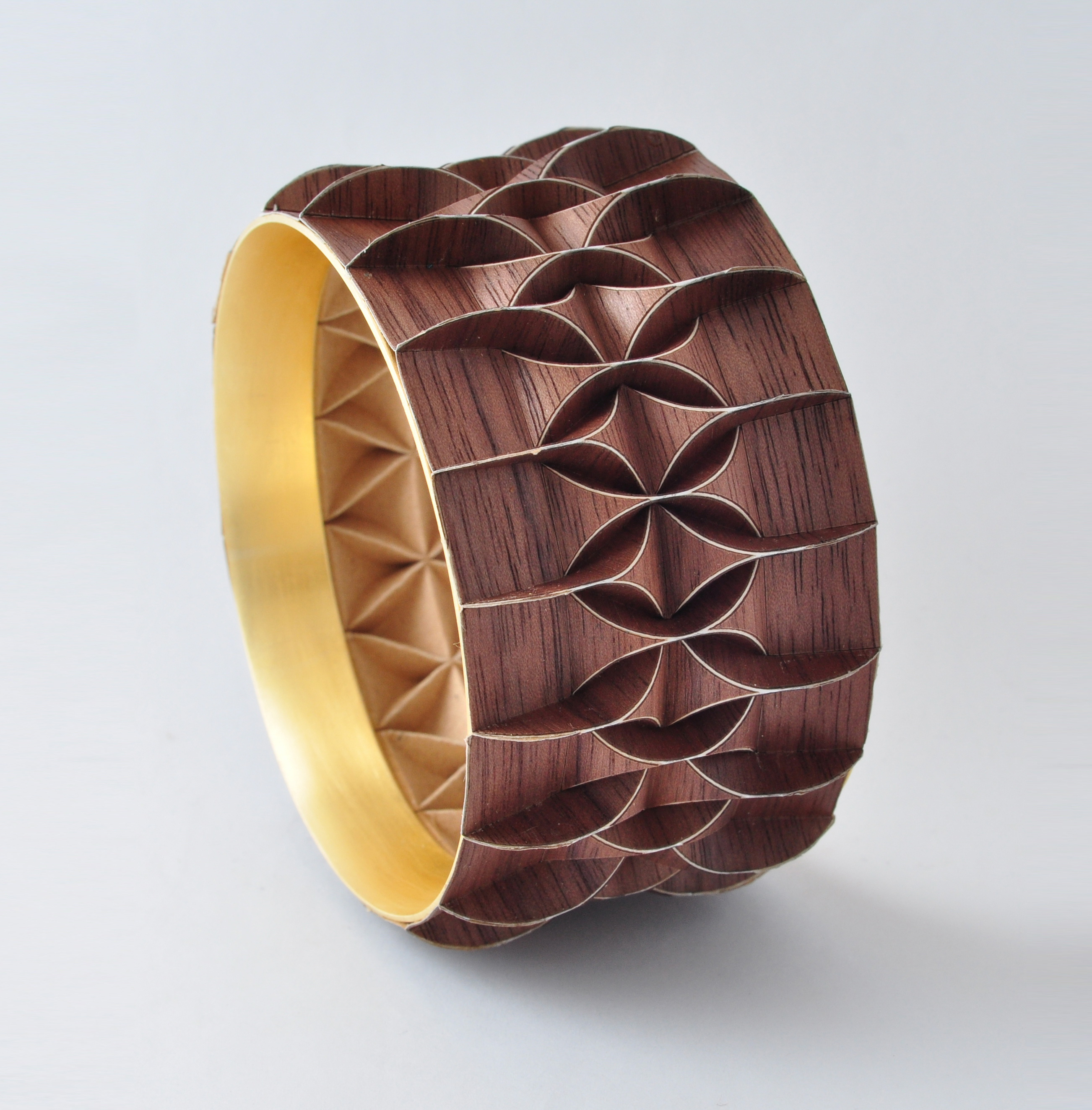
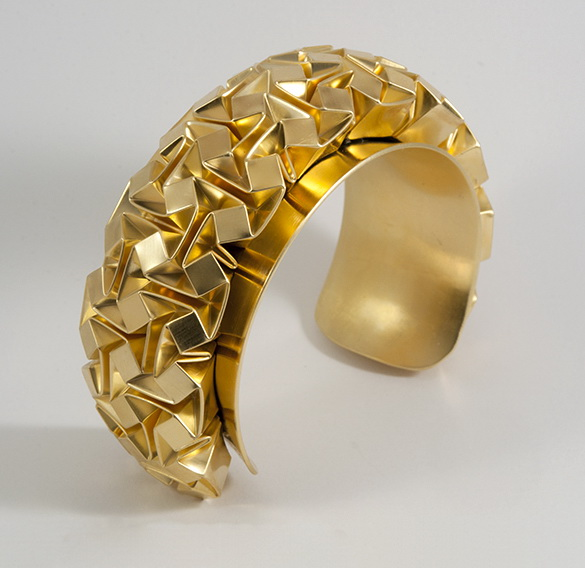
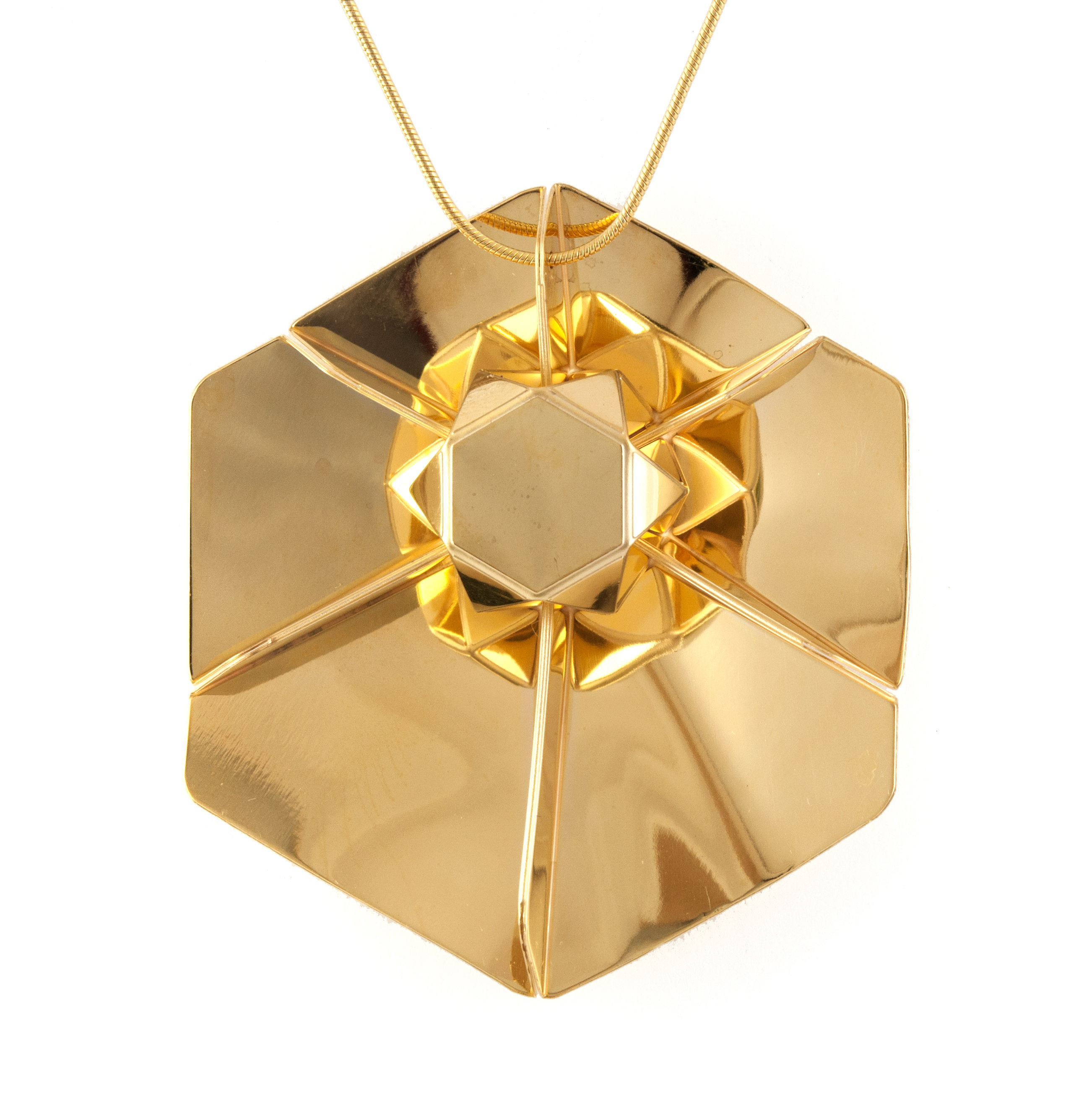
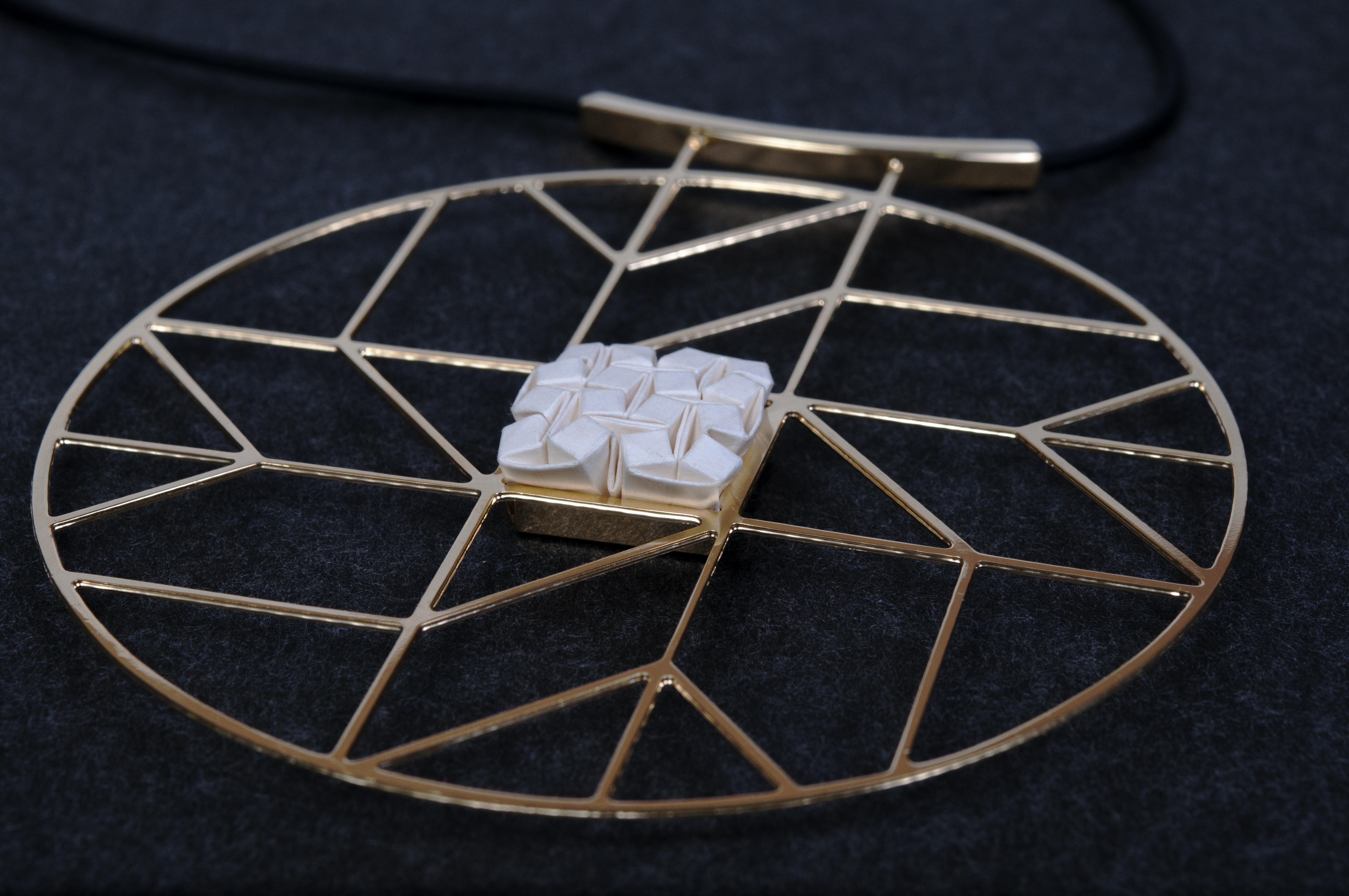
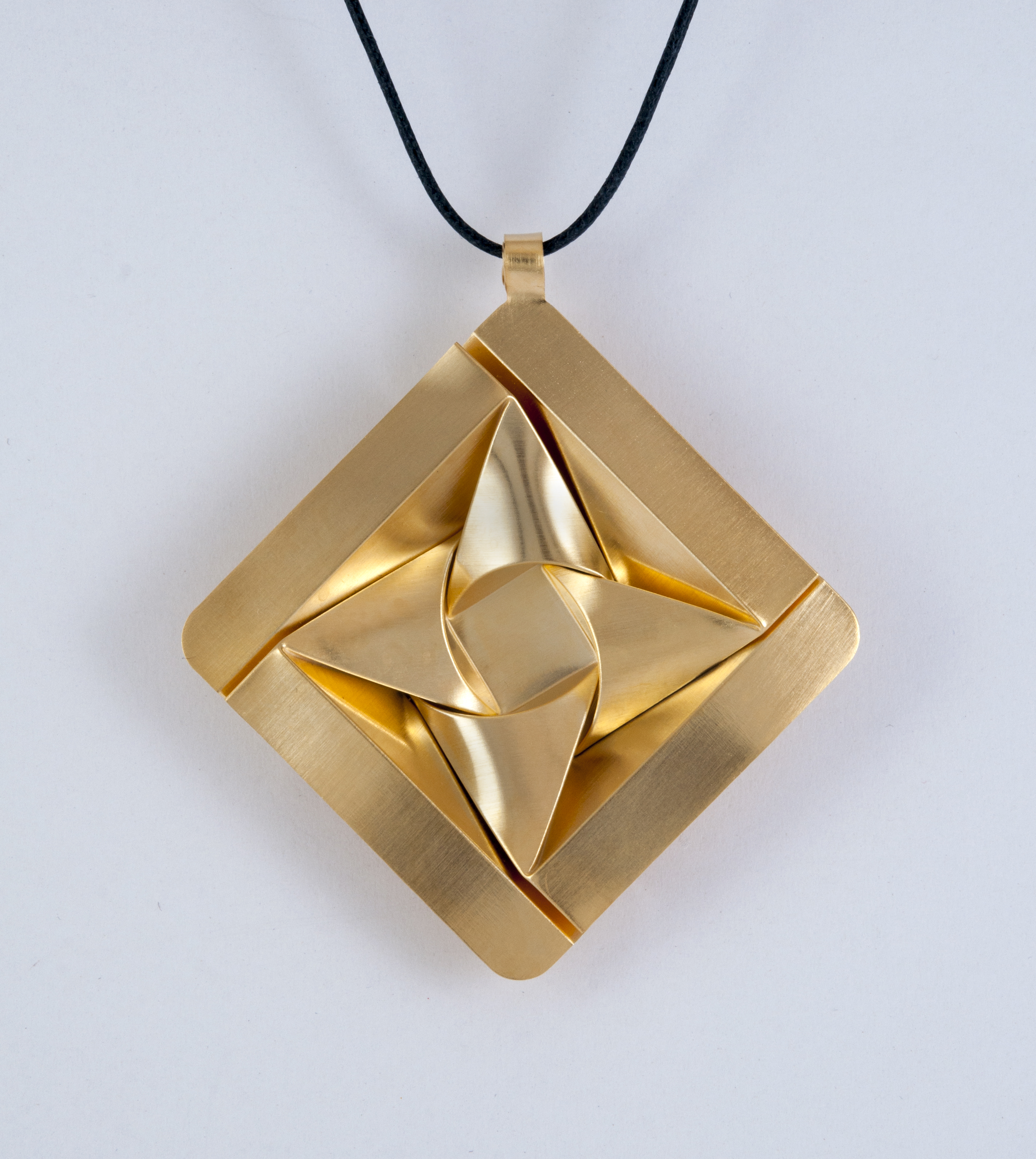

در طی سالها گاریبی با انواع مواد مانند چرم ، پارچه ، شیشه ، سیمان ، برنج ، آلومینیوم ، آهن ، مس ، فولاد ضد زنگ ، سرامیک و پلاستیک دستان خود را امتحان کرد.
از سال 2013 گاریبی در بخشهای طراحی داخلی و طراحی صنعتی بخشی از کادر علمی موسسه فناوری هولون است. 

## نمایشگاه ها
آثار گاریبی در چندین نمایشگاه انفرادی مانند "فضای اریگامی" در گالری باولی ، تل آویو 2014 ارائه شده است.  "سادگی پیچیده" در گالری FROOTS ، پکن 2017 ؛  و یک نمایشگاه انفرادی در نمایشگاه "Fresh Paint 11" ، تل آویو 2019 ، با ارائه آثار ضد زنگ و زنگ زدگی. 
وی همچنین در بسیاری از نمایشگاهها و نمایشگاههای گروهی شرکت کرد که برخی از آنها عبارتند از: نمایشگاه "Fresh Paint" با گالری Gal Gaon ، تل آویو 2013-2016.  نمایشگاه تجارت " MiArt " ، میلان 2013-2014 ؛   "دنیای کاملاً جدید" ، میلان 2015 ؛  نمایشگاه هنر شانگهای ، 2016 ؛ و "بیان هندسه ، ترکیب اریگامی رسانه ها" ، EMOZ ، ساراگوسا 2019.  در اوایل سال 2019 وی با کار "جهان مسطح نیست" مقام اول نمایشگاه کارت پستال بین‌المللی توسط Surface Gallery ، لندن را به دست آورد. 
گاریبی همچنین چندین نمایشگاه از جمله "موجودات کاغذی" (2016) و "قهرمانان کاغذی" (2017) را در موزه Old Jaffa نظارت کرد . 

برخی از تاسیسات دائمی خود عبارتند از: "دوشس"، یک کار دیوار نصب شده در نوار از رستوران دوشس در آمستردام ، فولاد ضد زنگ با پایان آینه (2015)؛  و دیوار باسی پارک بولی ، به طول 48 متر ، فولاد ضد زنگ دست تا شده (2014).

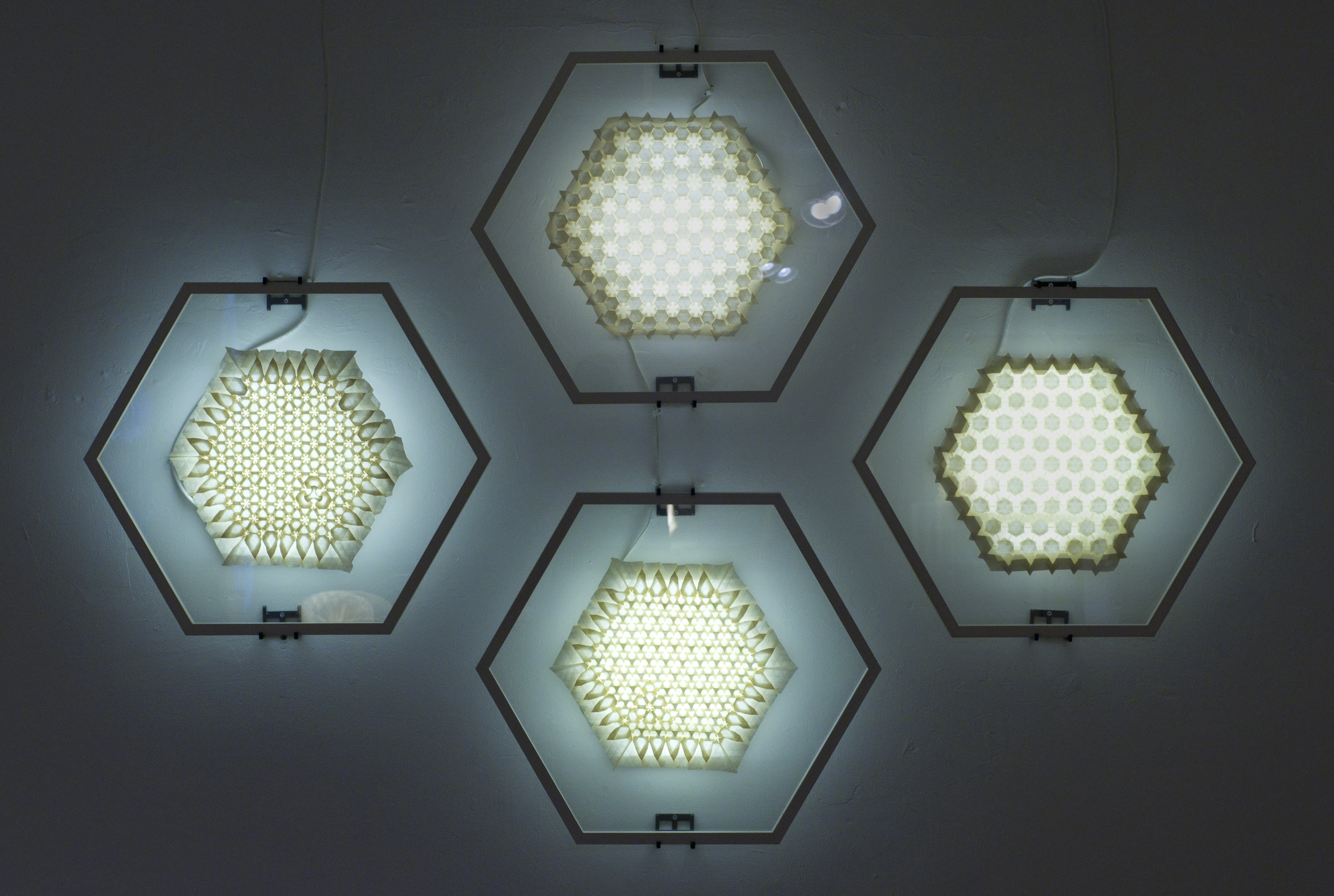
گالری هنکین ، هولون 2011
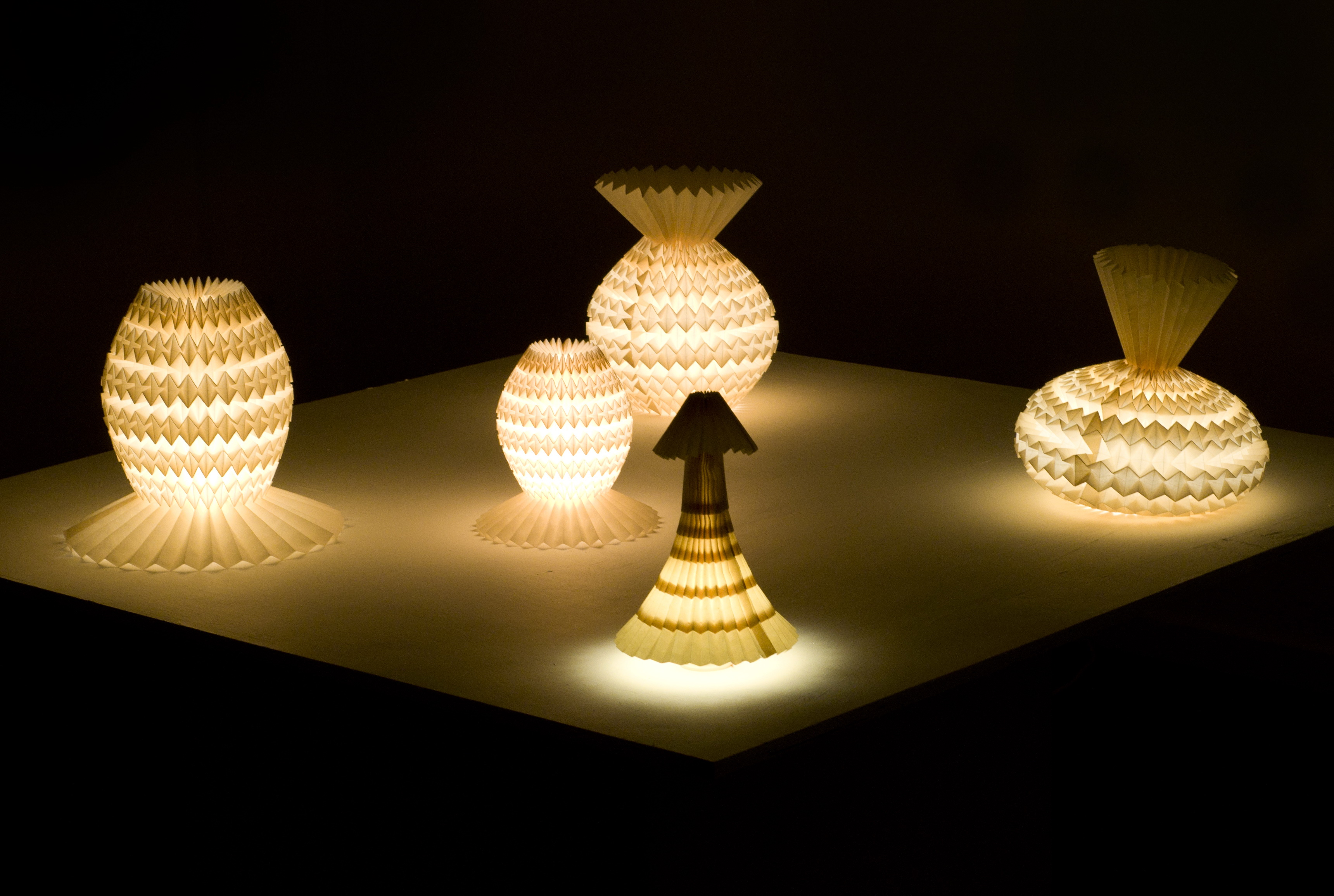
گالری هنکین ، هولون 2011
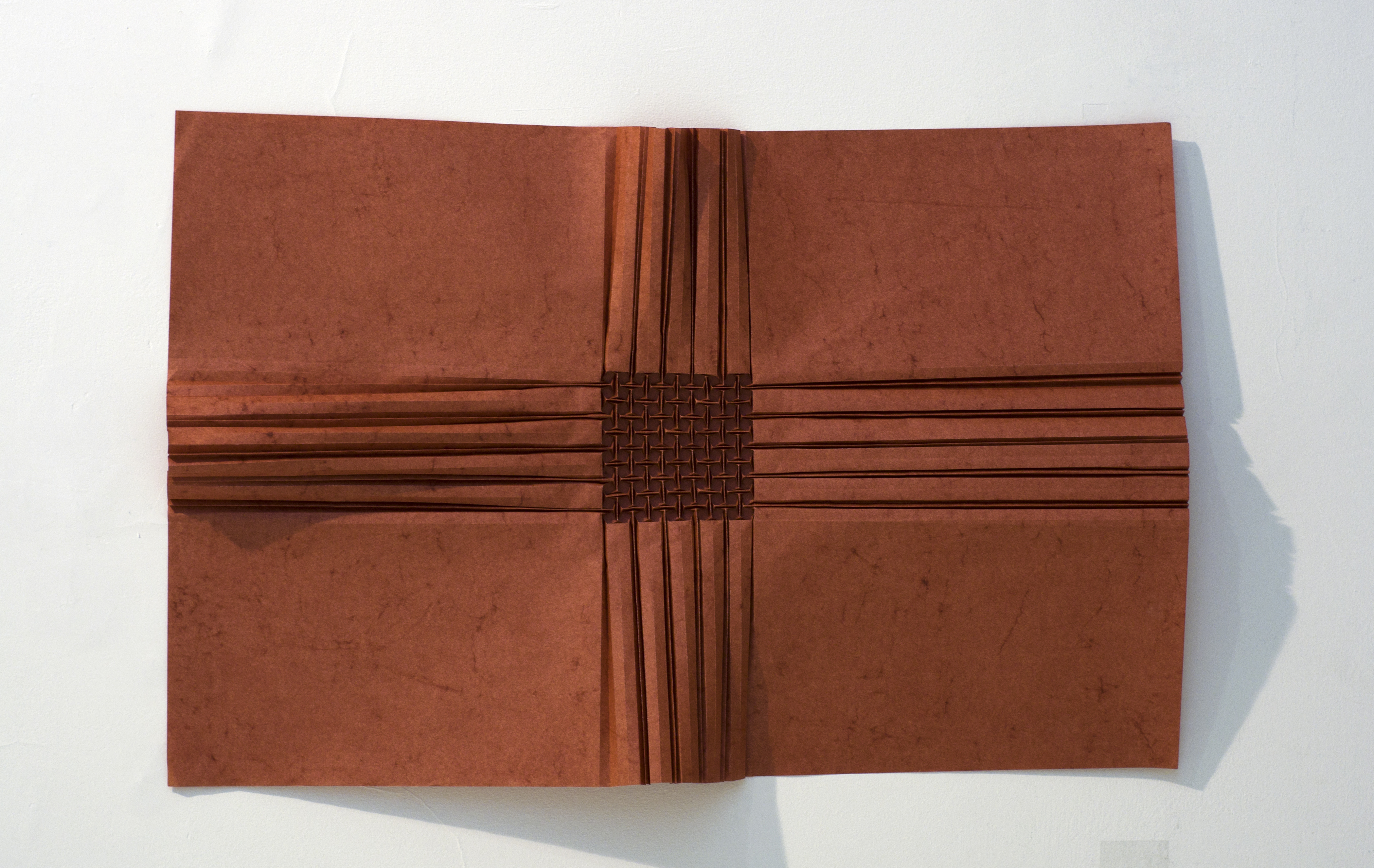
Rehovot 2012
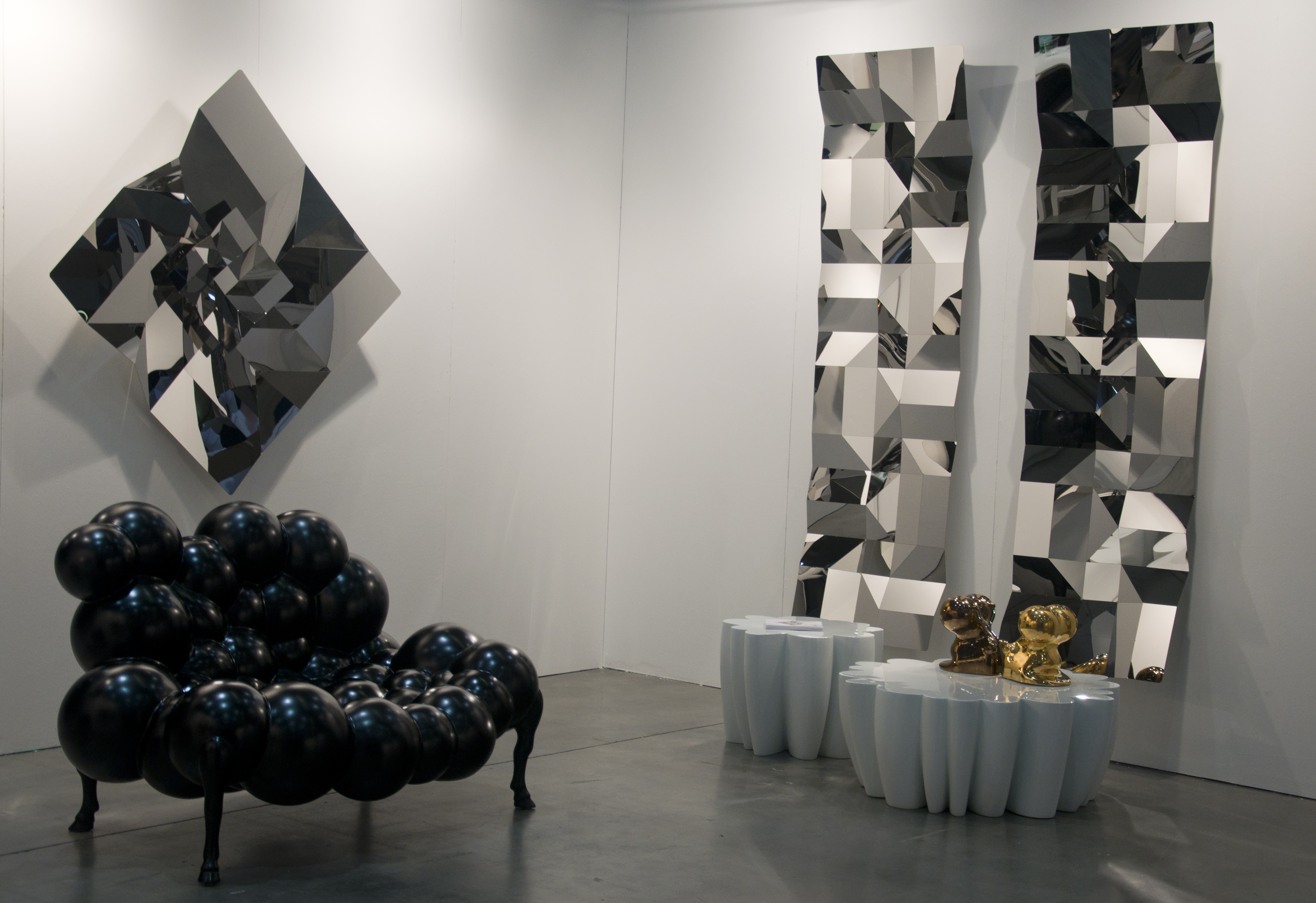
MiArt ، میلان 2013
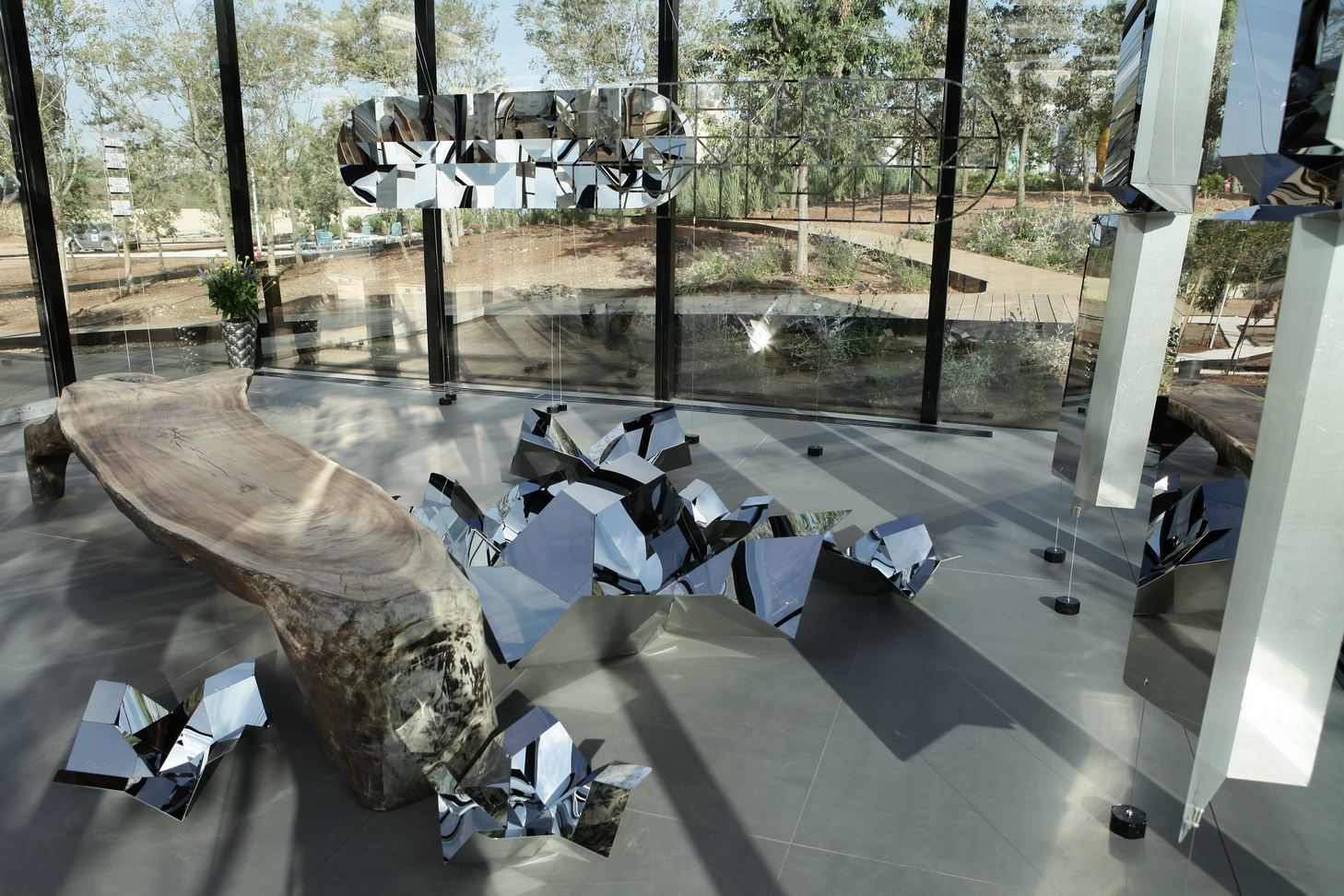
گالری باولی ، تل آویو 2013
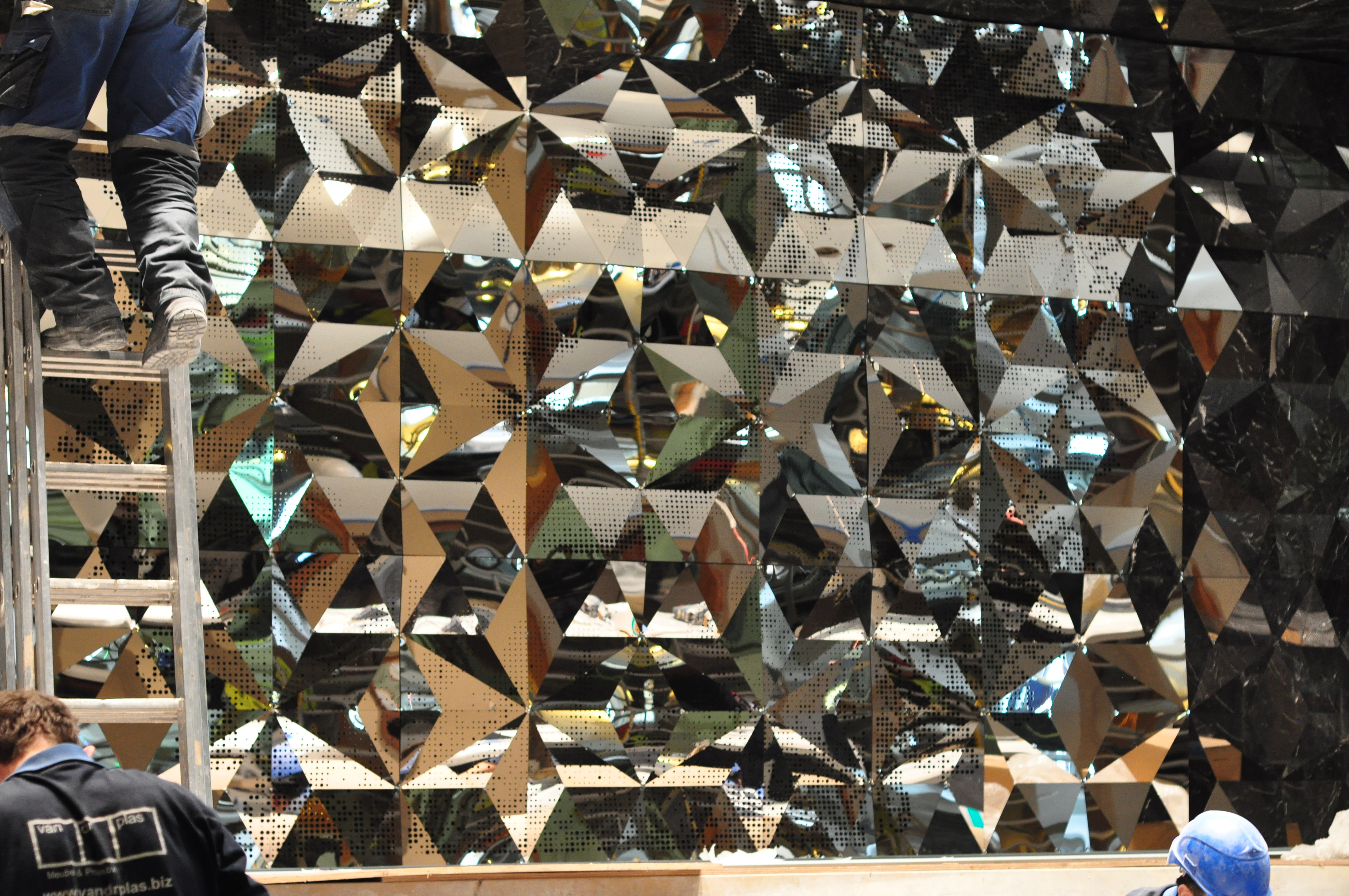
"دوشس" ، 2015

## انتشارات

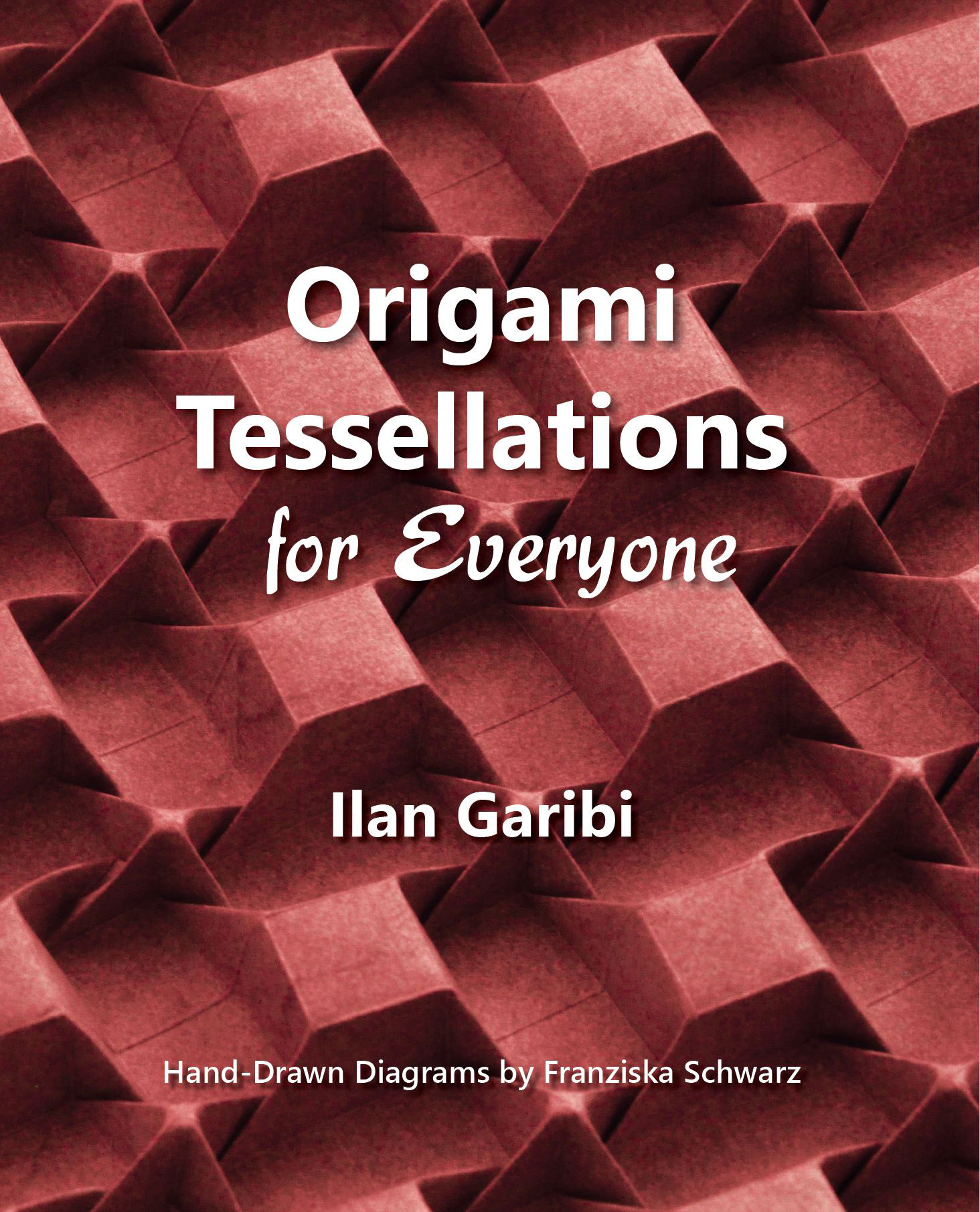

- Garibi, Ilan (2018). ریشه های اریگامی برای همه . شابک Garibi, Ilan (2018).  Garibi, Ilan (2018).